# کارنو ۱۲۲۸۹
سیارک ۱۲۲۸۹ (به انگلیسی: 12289 Carnot، نامگذاری:1991GP7) دوازده هزار و دویست و هشتاد و نهمین سیارک کشف شده‌است که در ۸ آوریل ۱۹۹۱ کشف شد.
قدر مطلق سیارک برابر ۲۰.۴ است.